# Alf. Larson
Johan Peter Alfred Larson (skrev sig vanligen Alf. Larson), född 18 september 1852 i Gamleby, Kalmar län, död 18 augusti 1924, var en svensk kemiingenjör, disponent och produktiv skribent.
Föräldrarna var lantbrukare och jordbruksnäringens intressen stod Alf. Larson nära hela livet. Han eftersträvade nationell självförsörjning och höga tullar. Han var sin tids främste förkämpe för utvinningen av torv i Sverige. Han var en flitig skribent i tidskrifter, men hans stora bokverk är en översikt över Den svenska kemiska industrien på 600 sidor fördelat på två band (1922-1923).
Alf. Larson avlade mogenhetsexamen 1872 i Västervik och fortsatte vid Teknologiska Institutet (föregångaren till KTH), där han examinerades 1875. Som nybakad ingenjör arbetade han 1875-1884 vid Liljeholmens stearinfabrik, 1885-1896 vid Skånska superfosfat- och svavelsyrefabriks AB i Helsingborg och 1897 hos Gustaf de Laval.
Med stipendium från Vetenskapsakademien gjorde han 1886 studieresor rörande alkalier i England, Frankrike och Tyskland. Kungliga järnvägsstyrelsen lät honom 1899-1900 studera impregnering av syllar och brikettering av stenkol i England och Tyskland. Finansdepartementet sände honom 1901-1902 till Tyskland, Holland, Frankrike och Ryssland för att studera utvinningen av bränntorv.
Utöver ingenjörskarriären var han verkställande direktör i några företag: 1887-1896 för Tidnings AB Skåne-Halland, 1893-1896 för Helsingborgs margarinfabrik och 1899-1906 för AB Granefors koppar- och mässingsverk, ett kopparbruk i Asarum.
Han grundlade 1888 en fabrik i Riga för lerjordssalter, 1890 Helsingborgs kalk- och cindersfabrik, 1894 Elgöns sillguanofabrik i Bohuslän och 1897-1904 ett antal fabriker för bränntorv och torvströ.
Efter 1911 var han verksam som konsult och vid Sveriges kemiska industrikontor från dess grundande 1917. Han var styrelseledamot av Svenska Kemistsamfundet. Han var ledamot av Riksvärderingsnämnden från 1916, Lantbruksakademin från 1917, Kungliga Ingenjörsvetenskapsakademien från 1919 och Stockholms läns hushållningssällskap från 1920. Han var en aktiv skribent i Teknisk Tidskrift (sedan 1879), Svensk kemisk tidskrift, Industritidningen Norden, Svensk export, Svensk papperstidning och flera andra publikationer.

## Skrifter
- Om förfalskningar af de vigtigaste i handeln förekommande nödvändighetsvaror (1878)
- I margarinsmörfrågan (1889)
- Om brunkols- och torfbriketter (1892), Föredrag inför Sv. teknologföreningens fackafdelning för kemi och bergsvetenskap
- "F.F.-processen" : en amerikansk snabb-bryggningsmetod (1897)
- Tvenne föredrag vid Föreningens för torfindustriens befrämjande inom Vestergötland och Dalsland sammanträde i Göteborg den 28 sept. 1901 (1901)
- Om impregnering af trä med särskild hänsyn till järnvägssyllar (1902)
- Om bränntorfindustrien i Europa (1902), berättelse afgifven till Kongl. Maj:t af Alf. Larson och Ernst Wallgren
- Om bränslen : särskildt med hänsyn till svenska förhållanden och speciellt våra torftillgångar (1907)
- Om kaffe och socker i Sverige (1911)
- Dyrtiden (1912)
- Modern svensk landthushållning : Sädesodling och husdjursskötsel (1913)
- Vattenkraften under krisperioden (1914)
- Sveriges kemiska industri (1917)
- Sverige och tropikerna (1918), föredrag hållet i kemistsamfundet d. 28 febr. 1918
- Bristen på fett (1918)
- Den svenska kemiska industrien (2 delar, 1922-1923)
  - Del 1, Torrdestillationsindustrien, krut och sprängämnen, konstgjorda gödselämnen, tändstickstillverkning, fettindustrien, pappersmasse- och pappersindustrierna
  - Del 2, Garveri- och garvämnesindustrierna, sockerindustrien, jäsningsindustrier, cement-, porslins- och glasindustrierna, kemikalieindustrien

## Minnesord
- Peter Klason, "Alf. Larson. : Minnesord" (1924), Kungl. landtbruks-akademiens handlingar och tidskrift
- Ernst Wallgren, "Alf. Larson" (1925), Svenska mosskulturfören:s tidskrift